# Вулиця Чернівецька (Львів)
Ву́лиця Черніве́цька — вулиця у Залізничному районі міста Львова. Починається від площі Двірцевої, на якій розташовано Головний залізничний вокзал Львова, і завершується складним багатопроменевим перехрестям з вулицями Городоцькою, Залізничною, Короткою та Тобілевича. Чернівецька відіграє важливу роль у житті Львова, оскільки через неї здійснюється все транспортне сполучення між вокзалом та рештою міста Львова.

## Історія

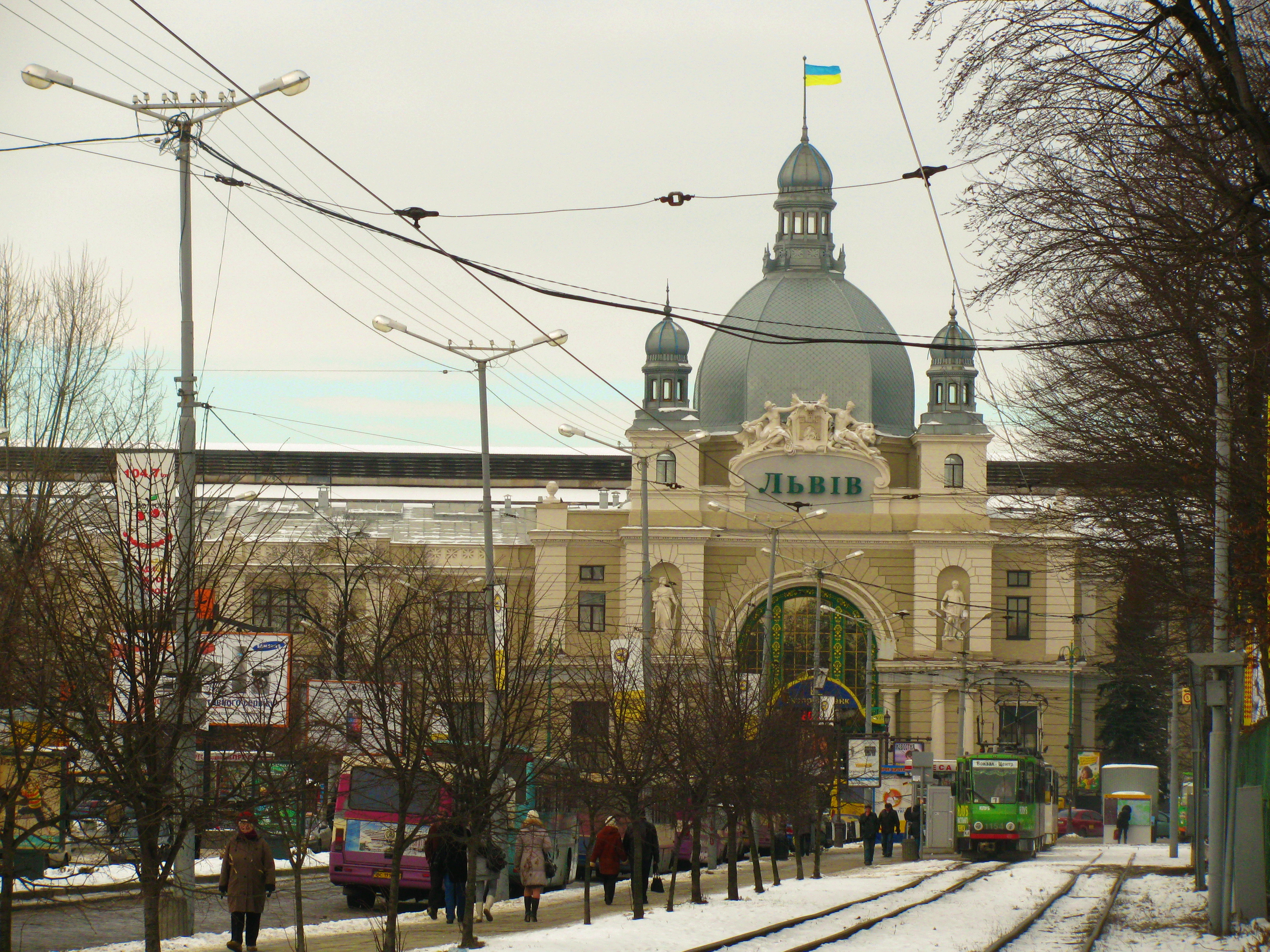
Вигляд на головний залізничний вокзал з вулиці Чернівецької

Вулиця, що провадить від вул. Городоцької до Головного вокзалу, закладена у 1876 році. Її назви упродовж десятиліть існування: Цуфарштрассе, Дорога до двірця, Дояздова, Алея маршала Ф. Фоша, Вокзальна, Бангофштрассе, Вокзальна, нині — вулиця Чернівецька, на честь Чернівецького двірця, що був розташований ліворуч від алеї. По обидва боки алеї містилися численні склади, залізничні майстерні, чоловіча та жіноча загальноосвітні залізничні школи.
11 вересня 1894 року відбувся візит імператора Австрійської імперії Франца Йосифа до Львова, з метою оглянути експозицію Галицької крайової виставки, що відбувалася на верхній терасі Стрийського парку протягом 5 червня — 10 жовтня 1894 року. Як і під час попередніх візитів імператора було вирішено звести тріумфальні арки в честь високого гостя. Оскільки цього разу цісар вперше прибув до Львова залізницею, то й головну арку, яка б вітала його, була збудована за проєктом львівського архітектора Карела Боубліка на перехресті сучасних вулиць Городоцької та Чернівецької, орієнтовно, де розпочиналася алея, що вела до львівського двірця. Посередині тріумфальну арку увінчувала цісарська корона та погруддя Франца Йосифа І, з боків — герби міста та краю, а також великим числом прапорів. 
Протягом травня-вересня 2017 року тривали роботи з капітального ремонту вул. Чернівецької. Ремонтні роботи виконувала підрядна організація ЛКП «Львівавтодор» — ТзОВ «Онур», технічний нагляд здійснювала французька компанії «Egis», вартість робіт становила орієнтовно 1,5 млн євро.

## Забудова
На вулиці Чернівецькій переважає промислова забудова австрійського, польського та радянського періодів. Житлова забудова відсутня, а натомість є об'єкти комерційної забудови (магазини, готелі, заклади громадського харчування тощо) та промислова забудова Львівській залізниці.
№ 2 — від радянських часів й до початку 2018 року тут містився лінійний відділ УМВСУ на станції «Львів». Наприкінці 2017 року ЛВ УМВСУ на станції «Львів» розформоване, а його приміщення передане Залізничному відділу поліції ГУНПУ у Львівській області, куди останній переїхав на початку 2018 року з вул. Городоцької, 126. 
№ 4 — у будівлі за Польщі містилися чоловіча та жіноча загальноосвітні залізничні школи. За радянських часів діяв палац культури і творчості заводу «Автонавантажувач». Від 1990-х років міститься центр дитячої та юнацької творчості Залізничного району м. Львова, а також Львівська дитячо-юнацька спортивна школа № 1.
Цю ж адресу має Храм Святого великомученика Георгія Побідоносця. У 1990-х роках створено православну громаду парафії Святого великомученика Георгія Побідоносця УПЦ КП, яка й була ініціатором будівництва храму. Храм був збудований під патронатом тодішнього начальника Львівської залізниці Георгія Кирпи та освячений у січні 2001 року.
Під № 9 міститься офіс кур'єрської служби «DHL», № 11 — кафе «Саквояж» та № 15 — магазин мобільного зв'язку «ВухоКом».
№ 21 — тут на початку 2010-х років була піцерія «Наполетана», а нині тут розташовані салат-бар «Бадзіні» та кафе-бістро «Львівський потяг» мережі закладів харчування «Ґазда Ґруп». Поряд розташований автопаркінг.
№ 54 — в будинку міститься Дорожня технічна школа Львівської залізниці, яка проводить курсове професійно-технічне навчання за спеціальностями залізничного профілю.

## Транспорт
Вулиця Чернівецька відіграє одну з ключових ролей у транспортному сполученні міста. Вже у 1895 році через Чернівецьку було прокладено першу в місті трамвайну колію, яка з'єднала міський двірець (вокзал) із центром міста. Трамвайне сполучення з вокзалом ніколи не переривалось, хоча змінювалася нумерація маршрутів та райони Львова, з якими здійснювалось сполучення. 
Також у 1952 році з вокзалу до центру міста було прокладено першу в місті тролейбусну лінію, яка функціонувала до другої половини 1970-х років, коли її було демонтовано. Отже протягом 20 років вулиця Чернівецька була однією з небагатьох вулиць міста, де паралельно здійснювався рух трамваїв і тролейбусів. 
Станом на лютий 2019 року вулицею Чернівецькою курсують трамвайні маршрути №№ 1, 6, 9, що сполучають залізничний вокзал із центром міста, а також вулицями Замарстинівською та Личаківською.
Окрім того, важливу роль у транспортному сполученні залізничного вокзалу відіграють автобусні маршрути, відповідно до нової транспортної схеми, яка була запроваджена у Львові у січні 2012 році, відповідно до якої на площі Двірцевій розташовані кінцеві зупинки міських автобусів №№ 16, 29, 31, 1Н—7Н; маршрутних таксі № 10,32, а також приміського маршруту № 125 і всі вони відповідно курсують вулицею Чернівецькою.